# Parapellopedon instabilis
Parapellopedon instabilis är en insektsart som först beskrevs av Rehn, J.A.G. 1906.  Parapellopedon instabilis ingår i släktet Parapellopedon och familjen gräshoppor. Inga underarter finns listade i Catalogue of Life.